# Pat McCartan
Patrick John „Pat“ McCartan (* 5. Mai 1953 in Wexford, County Wexford) ist ein früherer irischer Politiker der Workers’ Party of Ireland (bis 1992) und der Democratic Left (1992 bis 1997) und Richter am Circuit Court (1997–2016).

## Leben
Pat McCartan studierte Rechtswissenschaften am University College Dublin und arbeitete danach als Solicitor. Seine Versuche, im Wahlkreis Dublin North-East einen Sitz zu erringen, scheiterte bei den Wahlen 1981, im Februar und im November 1982. 
1985 und 1991 wurde er in den Dublin City Council (damals noch Dublin Corporation) gewählt.
Bei den Wahlen 1987 war McCartan dann aber erfolgreich und konnte auch bei den Wahlen 1989 seinen Sitz halten. 1992 versuchte er erneut, dann aber ohne Erfolg, diesmal für die Democratic Left, in den Dáil Éireann einzuziehen. Mit dem Beitritt der Democratic Left zur Irish Labour Party wurde McCartan 1997 zum Richter am Circuit Court ernannt. 2016 trat er in den Ruhestand.